# Paris Basketball
O Paris Basketball é um clube profissional de basquetebol com sede em Paris, França. Foi fundado em 12 de julho de 2018 e já surgiu como membro da LNB Pro B. Manda seus jogos na Arena Adidas com capacidade para 8.000 pessoas em eventos esportivos. Disputa atualmente a Elite e a EuroLiga.

## História
Em 2018 o executivo desportivo norte-americano David Kahn, com histórico de manager em clubes da NBA como Indiana Pacers e Minnesota Timberwolves funda o clube parisiense com direcionamento à grandes conquistas e figurar entre as grandes equipes europeias. Dentre as expectativas uma delas é a de que o Paris Basketball disputasse já em 2022 a Euroliga, fato que aconteceu na temporada 2024-25.
Dentre os primeiros desafios da recém criada agremiação, um deles estava em alcançar a Elite francesa, conquista alcançada na temporada 2020-21 ao terminar a temporada regular como segundo colocado geral, atrás de Fos-Sur-Mer.
Ao acessar a primeira divisão francesa logo veio o convite para uma competição continental que no caso foi a EuroCopa de 2022-23 onde alcançaram as quartas de finais sendo eliminados pelos futuros campeões Gran Canária, nesta mesma temporada não alcançaram os "playoffs" da Liga Elite ficando apenas na nona colocação.
A consagração do projeto chegou na temporada 2023-24 com a conquista da "Leaders Cup" sobre o Nanterre em Saint-Chamond, vencendo também a EuroCopa de 2023-24 contra seus compatriotas Bourg-en-Bresse.
A temporada 2024-25 da Euroliga foi muito especial para os parisienses e com a chegada do brasileiro Tiago Splitter, que já tinha experiência como assistente técnico em equipes da NBA, chegaram a alcançar a liderança da temporada regular com invencibilidade de 10 jogos e dessa forma, já na temporada debutante alcançaram os playoffs. Ao enfrentar os turcos do Fenerbahçe foram vencidos por 3 a 0 na série e eliminados em sua histórica participação.
A temporada de 2024-25 ainda reservava grandes conquistas para os parisienses, venceram a Copa da França em abril e em junho venceram o primeiro título francês.

### Histórico de temporadas
| Temporada | Nível | Liga      | Pos. | J     | PL  | Resultado | Leaders Cup       | Copa da França    | Competições internacionais |
| --------- | ----- | --------- | ---- | ----- | --- | --------- | ----------------- | ----------------- | -------------------------- |
| 2018-19   | 2     | LNB Pro B | 11º  | 16-18 | -   | -         |                   | Quartas de finais | -                          |
| 2019-20   | 2     | LNB Pro B | 10º  | 11-12 | -   | -         |                   | Ronda dos 32      | -                          |
| 2020-21   | 2     | LNB Pro B | 2º   | 23-11 | -   | Promovido |                   | Ronda dos 64      | -                          |
| 2021-22   | 1     | LNB Pro A | 15º  | 13-21 | -   | -         |                   | Quartas de finais | -                          |
| 2022-23   | 1     | LNB Pro A | 9º   | 16-18 | -   | -         |                   | Ronda dos 32      | 2 EuroCopa QF              |
| 2023-24   | 1     | LNB Pro A | 2º   | 27-7  | 8-4 | Finalista | Campeão           |                   | 2 EuroCopa C               |
| 2024-25   | 1     | LNB Pro A | 1º   | 23-7  | 8-3 | Campeão   | Quartas de finais | Campeão           | 1 EuroLiga PO              |

fonte:eurobasket.com